# Wohn- und Wirtschaftsgebäude Brookstraße 53
Das Wohn- und Wirtschaftsgebäude Brookstraße 53 in Berne-Hekelermoor stammt aus dem 19. Jahrhundert.
Aktuell (2023) wird es als Wohnhaus genutzt.
Das Gebäude steht unter Denkmalschutz (siehe auch Liste der Baudenkmale in Berne).

## Geschichte
Das eingeschossige traufständige Wohn- und Wirtschaftsgebäude als Zweiständer-Hallenhaus in  Fachwerk mit Steinausfachungen, reetgedecktem Krüppelwalmdach mit neuerer Schleppgaube, Niedersachsengiebeln mit Uhlenloch sowie die Groote Door mit Korbbogen stammt von 1832 (Inschrift über dem Tor) und wird durch eine große Gartenanlage umgeben.
Das Landesdenkmalamt befand: „… geschichtliche Bedeutung … als beispielhaftes Fachwerkhallenhaus aus dem 2. Viertel des 19. Jahrhunderts ….“